# Сторожевая улица
Сторожева́я улица — улица в Юго-Восточном административном округе Москвы, в районе Лефортово. Проходит от Наличной улицы до Юрьевского переулка.

## История
Первым названием улицы, возникшей в начале XX века, было Никольская, по фамилии местного домовладельца. Новое название дано 7 июня 1922 года по проживавшим на улице сторожам соседних дровяных складов. Изначально улица шла другой трассой, проходя от Юрьевской улицы до улицы Дворникова, которая была её продолжением. Позднее участок между южным изгибом Сторожевой улицы и Дворниковой улицей исчез. В 1955 году в состав Сторожевой улицы включена улица Крюковка, проходившая от Лонгиновской до Юрьевской улицы. Название улицы Крюковка, как и соседней Крюковской улицы, происходит от существовавшего в этой местности в XVIII веке посёлка Крюковка либо по девичьей фамилии М. А. Лонгиновой, которой принадлежало село Александровское, находившееся там в XIX веке.

## Описание
Сторожевая улица начинается от пересечения Наличной и Лонгиновской улиц у границы Введенского кладбища. Проходит на восток, затем на юго-восток до примыкания Юрьевской улицы, затем после небольшого изгиба снова на юго-восток, затем поворачивает на северо-восток и выводит на Юрьевский переулок.

## Примечательные здания
По нечётной стороне
По чётной стороне
- Дом 4 — бывшая мебельная фабрика «Эксперимент».
- Дом 22, корпус 1 — детская библиотека № 72.

## Транспорт
По начальному участку Сторожевой улицы проходит автобусный маршрут № 59. У окончания улицы — остановка автобусов № 59 и 730 на Юрьевском переулке. Вблизи окончания улицы также находится железнодорожная платформа Сортировочная, а вблизи начала улицы находится станция метро Лефортово.